# Фрейзър (остров)
Фрейзър (на английски: Fraser) е остров в Коралово море, недалеч от брега на щата Куинсланд в Австралия.
С дължина около 122 километра и ширина 24 километра Фрейзър е най-големият пясъчен остров в света. Специфичната му екосистема включва високи дъждовни гори, приспособили се към пясъчната почва, както и най-голямата в света система от сладководни дюнни езера.
Най-голямата атракция за туристите са 40-те езера и красиви плитки морски заливи (лагуни). Обитава се от дивото куче динго.
През 1992 г. е включен в списъка на световното наследство на ЮНЕСКО.